# لوئیس جاکوب (بازیکن بسکتبال)
لوئیس جاکوب (اسپانیایی: Luis Jacob‎؛ زادهٔ ۱۳ اوت ۱۹۱۲ - درگذشته نامشخص) بازیکن بسکتبال اهل پرو بود. وی در بازی‌های المپیک تابستانی ۱۹۳۶ شرکت کرده‌است.